# 大宋台古墓
大宋台古墓，位于中国河北省保定市大宋台村，为保定市蠡县的一个省级文物保护单位，类型为古墓葬，公布时间为1982年7月23日。
大宋台古墓的历史年代为汉代。